# Rogério
Rogério, właśc. Rogério Fidélis Régis (ur. 28 lutego 1976 w Campinas) – piłkarz brazylijski, występujący podczas kariery na pozycji prawego obrońcy.

## Kariera klubowa
Rogério karierę piłkarską rozpoczął w klubie União São João Araras w 1995. W União 17 września 1995 w zremisowanym 1-1 meczu z Criciúma EC Rogério zadebiutował w lidze brazylijskiej. W latach 1996–2000 był zawodnikiem SE Palmeiras. Z Palmeiras zdobył mistrzostwo stanu São Paulo – Campeonato Paulista w 1996, Copa do Brasil w 1999 oraz Copa Libertadores 1999.
W latach 2000–2004 Rogério występował w lokalnym rywalu Palmeiras - Corinthians Paulista. Z Corinthians dwukrotnie zdobył mistrzostwo stanu São Paulo – Campeonato Paulista w 2001, 2003 oraz Copa do Brasil w 2002. W 2004 Rogério wyjechał do portugalskiego Sportingu CP. Ze Sportingiem dotarł do finału Pucharu UEFA 2005, gdzie uległ CSKA Moskwa.
Po powrocie do Brazylii został zawodnikiem Fluminense FC. We Fluminense 18 listopada 2008 w zremisowanym 1-1 meczu z Corinthians Rogério po raz ostatni wystąpił w lidze brazylijskiej. Ogółem w latach 1995–2006 w lidze brazylijskiej wystąpił w 235 meczach, w których strzelił 27 bramek. Potem występował jeszcze w Itumbiarze EC, EC Santo André i AD São Caetano, w którym zakończył karierę w 2008.

## Kariera reprezentacyjna
Rogério w reprezentacji Brazylii zadebiutował 23 września 1998 w zremisowanym 1-1 towarzyskim meczu z reprezentacją Jugosławii. Ostatni raz w reprezentacji Rogério wystąpił 28 kwietnia 1999 w zremisowanym 2-2 towarzyskim meczu z FC Barcelona.
| Mecze i gole w reprezentacji | Mecze i gole w reprezentacji | Mecze i gole w reprezentacji | Mecze i gole w reprezentacji | Mecze i gole w reprezentacji | Mecze i gole w reprezentacji | Mecze i gole w reprezentacji |
| #                            | Data                         | Miasto                       | Przeciwnik                   | Gol                          | Wynik                        | Rozgrywki                    |
| ---------------------------- | ---------------------------- | ---------------------------- | ---------------------------- | ---------------------------- | ---------------------------- | ---------------------------- |
| 1.                           | 23.09.1998                   | São Luís                     | Jugosławia                   |                              | 1:1                          | towarzyski                   |
| 2.                           | 14.10.1998                   | Waszyngton                   | Ekwador                      |                              | 5:1                          | towarzyski                   |
| 3.                           | 31.03.1999                   | Tokio                        | Japonia                      |                              | 2:0                          | towarzyski                   |
| N1.                          | 28.04.1999                   | Barcelona                    | FC Barcelona                 |                              | 2:2                          | towarzyski                   |